# باغ دره (خرمدره)
باغدره، روستایی از توابع شهرستان خرمدره ، استان زنجان در ایران با جمعیتی در حدود ۱۲۳۴ نفر است. این روستا در دهستان خرمدره قرار دارد. ارتفاع روستای باغدره از سطح دریا حدود۱۹۷۴متر است و از روستا های مرتفع شهرستان خرمدره می باشد. بنا بر گفته افراد محلی، بلندترین کوه استان زنجان (گوی گوزه تپه) در این روستا قرار دارد. همچنین این روستا به دلیل دارا بودن جاذبه های طبیعی و گردشگری، هرساله در فصول بهار و تابستان میزبان تعداد زیادی از گردشگران ساکن منطقه میباشد.
- فهرست روستاهای ایران